# Automotrice système Rowan CGO
L'automotrice système Rowan est un type d'automotrice à vapeur pour tramway conçu pour la Compagnie générale des omnibus (CGO) à Paris.

## Histoire
La Compagnie générale des omnibus (CGO) met au cours des années 1890 une série de quatorze automotrices à vapeur du système Rowan.

## Caractéristiques

### Caractéristiques générales

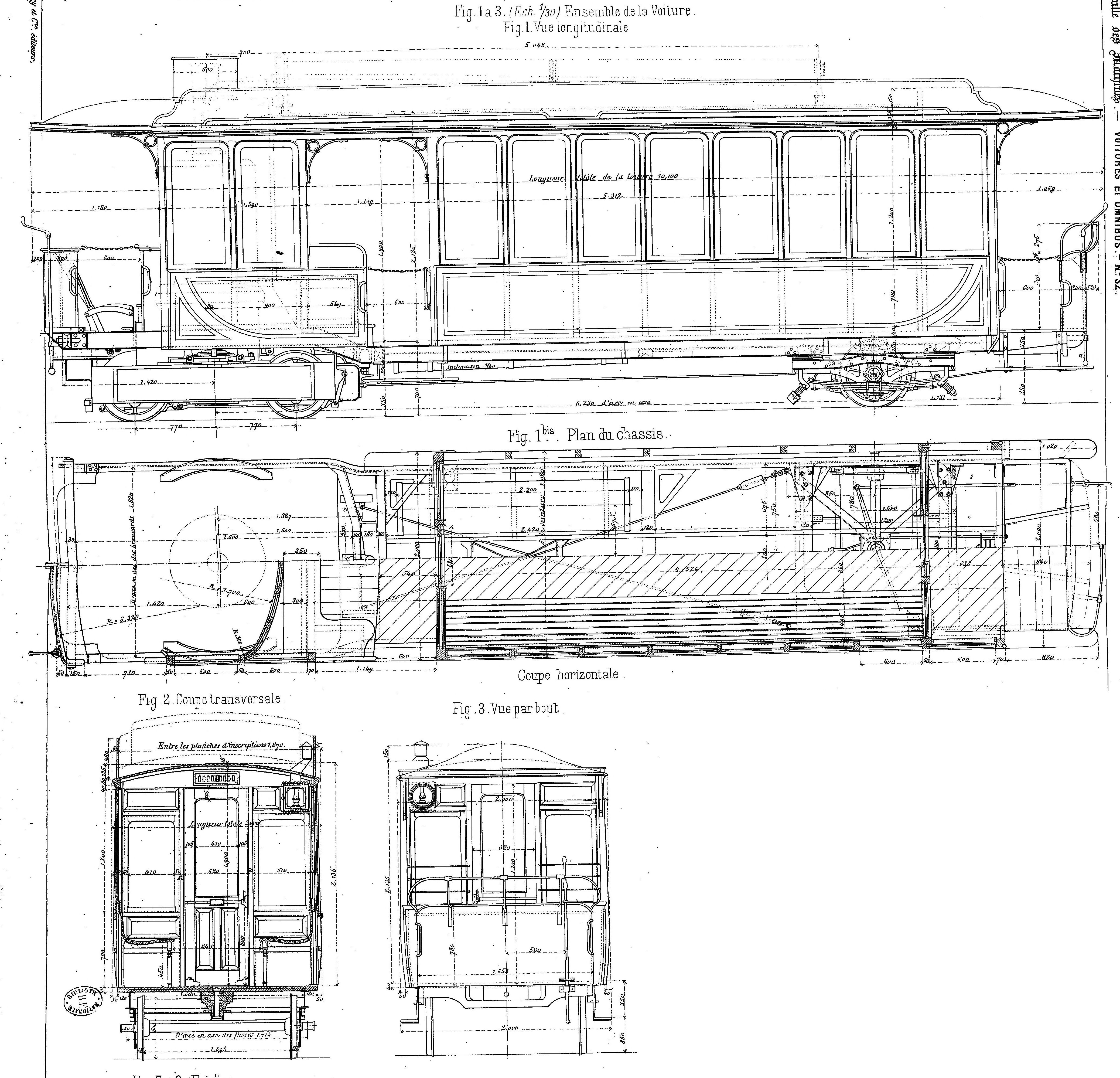
Plan d'ensemble.

| Type                    | Automotrice       |
| Nombre construits       | 14                |
| Numéros                 | 1-14              |
| Écartement [mm]         | 1 435             |
| Disposition des essieux | B'1               |
| Conduite                | Unidirectionnelle |